# Krischan (Schiff)
Die Krischan, das „Flugsicherungsschiff K I“, war das erste für die deutsche Luftwaffe vor dem Zweiten Weltkrieg gebaute Flugsicherungsschiff.

## Kontext
Mit dem Ausbau der Luftwaffe nach dem Beginn der nationalsozialistischen Herrschaft in Deutschland begann auch die Einrichtung eines leistungsfähigen Luftwaffen-Seenotdienstes, der mit entsprechend ausgerüsteten Booten und Schiffen auszustatten war. Das erste zu diesem Zweck gebaute sogenannte Flugsicherungsschiff war die Krischan, ein einem Schlepper ähnliches kleines Motorschiff von 196 Tonnen. Auf die Krischan folgten im Jahre 1935 zwei weitere Schiffe ähnlichen Typs, jedoch jeweils erheblich größer als das vorhergegangene, die 375 t große Gunther Plüschow und die 880 t große Bernhard von Tschirschky; die beiden wurden zunächst auch als Krischan II und Krischan III bezeichnet und, obwohl es sich nicht um Schwesterschiffe handelte, zusammen mit ihrer Vorgängerin als allgemein der Krischan-Klasse zugehörig betrachtet. Auch die 1937 folgende, 985 t große Hans Rolshoven war sehr ähnlich gebaut. Die Schiffe hatten achtern ein langes, flaches Arbeitsdeck, an dessen Vorderende sich ein Flugzeughebekran befand (die Krischan hatte stattdessen noch zwei Ladebäume), so dass Flugzeuge an Deck genommen und dort gewartet bzw. transportiert werden konnten.

## Bau und Technische Daten
Die Krischan lief am 11. März 1934 bei der Norderwerft Köser & Meyer in Hamburg vom Stapel und wurde am 23. März 1934 von der Deutschen Verkehrsfliegerschule, einer Tarnorganisation der Luftwaffe, in Dienst gestellt und zunächst in List auf Sylt stationiert. Sie hieß zunächst Krischan I, dann ab 13. August 1936 nur noch einfach Krischan. Die Probefahrten wurden am 1. Juli 1934 abgeschlossen. Das Schiff war 38,15 Meter lang (37 m in der Wasserlinie) und 6,7 m breit, hatte 2,5 m Tiefgang, war mit 133 BRT vermessen und verdrängte 196 Tonnen. Seine zwei 6-Zylinder-Deutz-Dieselmotoren mit zusammen 750 PS ermöglichten ihm über zwei Wellen eine Höchstgeschwindigkeit von 15 Knoten. Das Schiff hatte zwei Ladebäume von je 4 t Hebekraft. Es konnte ein Flugzeug bis zur Größe einer Arado Ar 196 auch mit Winden über eine Slipbahn am Heck an Bord nehmen. Auf dem Achterdeck war Platz für ein Flugzeug der Typen Heinkel He 60, Heinkel He 114 oder Ar 196. Das Schiff war mit einem 3,7-cm-Geschütz bewaffnet und hatte eine Besatzung von 19 Mann.

## Laufbahn und Verbleib
Das Schiff diente vom 1. Juli 1934 bis zum 30. Juni 1937 beim Luftkreiskommando VI (See), dann sukzessive bei den Seenotbezirksstellen Bug (in Warnemünde, bis August 1938), Dievenow (bis März 1939), Nest (in Kolberg, bis März 1940), Helgoland (bis August 1940) und Emden (bis August 1941). In dieser Zeit wurde es ab dem 3. November 1940 an der französischen Kanalküste (Calais, später Fécamp) eingesetzt. Am 2. August 1941 ging die Krischan von Fécamp zurück in die Ostsee, wo sie dem Seenotdienstführer 1 (SNDF 1) unterstellt und in Kiel-Holtenau stationiert wurde.
Bei einem britischen Bombenangriff auf Kiel am 4. Januar 1944 wurde das Schiff durch Fliegerbomben versenkt.